# Kryptandy

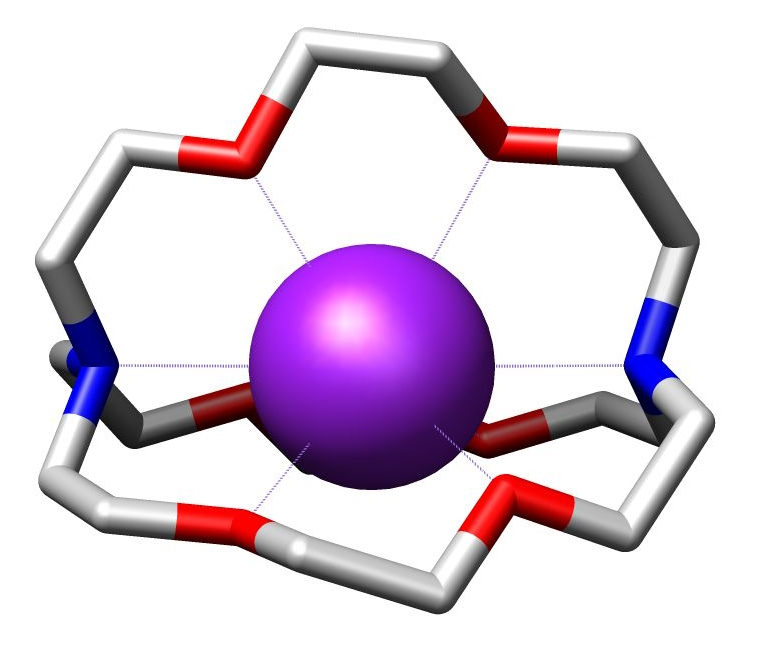
Kompleks kryptandu[2.2.2] z kationem potasu, kryptat potasu (atomy tlenu – kolor czerwony; atomy azotu – kolor niebieski

Kryptandy – grupa organicznych związków chemicznych otrzymywanych syntetycznie, o silnym działaniu kompleksującym. Kryptandy tworzą związki chelatowe o budowie sferycznej. Kompleksowany jon lub atom centralny jest ze wszystkich stron otoczony przez ligand we wnętrzu tzw. "krypty". Kompleksy kryptandów nazywa się kryptatami. W strukturze kryptatu kation związany jest w hydrofilowej wnęce, natomiast niepolarne grupy alkilowe (najczęściej jednostki etylenowe) stanowią hydrofobową część zewnętrzną. Dzięki takiej budowie kryptandy wykazują właściwości jonoforetyczne.

Podand

Kryptandy są związkami bicyklicznymi lub tricyklicznymi, których podstawową strukturą jest pierścień oraz rozpościerający się nad nim łańcuch zawierający zazwyczaj kolejne donorowe miejsca ligandu. Dzięki swoim własnościom koordynacyjnym są wykorzystywane w chemii koordynacyjnej jako bardzo selektywne ligandy zwłaszcza dla metali przejściowych i ziem rzadkich.

Przykład kryptandu właściwego

Najliczniejszą grupę kryptandów tworzą etery koronowe i wielocykliczne lub rozgałęzione aminy.